# Tephrosia reptans
Tephrosia reptans är en ärtväxtart som beskrevs av John Gilbert Baker. Tephrosia reptans ingår i släktet Tephrosia och familjen ärtväxter. Utöver nominatformen finns också underarten T. r. reptans.